# Februarie 2005
Acest articol este generat integral pe baza informațiilor din articolul 2005 și este actualizat periodic de un robot.
 Editările făcute în articol vor fi șterse la următoarea actualizare! Dacă doriți să faceți modificări, editați articolul-sursă.

ianuarie -
februarie -
martie -
aprilie -
mai -
iunie -
iulie -
august -
septembrie -
octombrie -
noiembrie -
decembrie
Februarie 2005 a fost a doua lună a anului și a început într-o zi de marți.

## Evenimente
- 10 februarie: Coreea de Nord anunță că posedă arme nucleare ca protecție împotriva ostilității pe care o simte din Statele Unite.
- 14 februarie: Fostul prim-ministru libanez Rafic Hariri este asasinat, alături de alte 21 de persoane, de un bombardier sinucigaș în Beirut.
- 14 februarie: Este fondat YouTube.
- 16 februarie: Protocolul de la Kyoto intră în vigoare oficial.

## Decese
- 1 februarie: John Vernon, 72 ani, actor canadian (n. 1932)
- 2 februarie: Vaime Kabur, 90 ani, bibliograf estonian (n. 1914)
- 2 februarie: Max Schmeling (n. Max Adolph Otto Siegfried Schmeling), 99 ani, pugilist german (n. 1905)
- 3 februarie: Corrado Bafile, 101 ani, cel mai în vârstă cardinal italian din istorie (n. 1903)
- 3 februarie: Ioan Flora, 54 ani, om de cultură, filolog, poet și traducător român originar din Serbia (n. 1950)
- 3 februarie: Mihail Nemeș, 60 ani, filolog român (n. 1944)
- 5 februarie: Gnassingbe Eyadema, 69 ani, președinte al statului Togo (1967-2005), (n. 1935)
- 5 februarie: Michalina Wisłocka, 83 ani, medic polonez (n. 1921)
- 6 februarie: Lazar Naumovich Berman, 74 ani, pianist rus (n. 1930)
- 8 februarie: Jean Petrovici, 80 ani, regizor de filme documentare român (n. 1924)
- 9 februarie: Ana Pop-Corondan, 82 ani, interpretă română de muzică populară din zona Ardealului (n. 1922)
- 10 februarie: Arthur Asher Miller, 89 ani, scriitor american (n. 1915)
- 13 februarie: Maurice Trintignant, 87 ani, pilot francez de Formula 1 (n. 1917)
- 17 februarie: Natalia Ostianu, 82 ani, matematiciană din R. Moldova (n. 1922)
- 17 februarie: Enrique Omar Sívori, 69 ani, fotbalist argentinian (atacant), (n. 1935)
- 19 februarie: Huy Cận, 85 ani, poet vietnamez (n. 1919)
- 20 februarie: Hunter Stockton Thompson, 67 ani, eseist american (n. 1937)
- 21 februarie: Zdzisław Beksiński, 75 ani, pictor polonez (n. 1929)
- 22 februarie: Josette Rey-Debove, 75 ani, lexicografă franceză (n. 1929)
- 22 februarie: Renzo Imbeni, 60 ani, politician italian (n. 1944)